# Статистическа механика
Статистическата механика, също понякога наричана и статистическа физика, е приложението на математическата теория на вероятностите към класическата и квантовата механика.
Статистическата механика описва взаимодействията между голям брой частици (най-често от порядъка на числото на Авогадро) и свърза свойствата на елементарните частици с тези на макроскопичните обекти и свойства на материалите, както се наблюдават във всекидневния живот. Познатата ни термодинамика намира своята обосновка в рамките на статистическата физика. Главното предимство на статистическата механика пред термодинамиката е способността на статистическата механика да обясни свойствата на веществата на базата на теорията за взаимодействията между съставляващите ги частици.
Централно място и в двете теории заема идеята за ентропия, но в статистическата механика тя е функция от броя на възможните микросъстояния, докато в термодинамиката е емпирично изведена величина.

## Основен принцип на статистическата механика
Основния принцип на статистическата механика гласи:
Дадена изолирана система в равновесие може да бъде намерена във всяко едно от възможните си микросъстояния с еднаква вероятност 
Т.е. когато дадена изолирана система се намира в равновесие, тя може да е във всяко едно от възможните за нея микросъстояния, като няма физическа причина, която да привилегирова дадено микросъстояние, т.е. ако означим общия брой възможни микросъстояния с Ω, вероятността системата да е в кое да е от тях е ρ=1/Ω.
Като следствие от този принцип може да се посочи, че термодинамичното (макро-) състояние на системата е това, което е резултат от най-голям брой микросъстояния.
Частична обосновка за този постулат може да се намери в Теоремата на Лиувил, която гласи, че ако плътността на възможните състояния във фазовото пространство е равномерна в дадент момент, то тя остава такава с времето. Това позволява да се дефинира функцията информация (в рамките на теорията на информацията):
{\displaystyle I=\sum _{i}\rho _{i}\ln \rho _{i}=\langle \ln \rho \rangle }, където ρ е вероятността системата да се намира в дадено микросъстояние, а с {\displaystyle \langle \cdot \rangle } се обозначава средната стойност.
Лесно може да се пресметне, че когато всички ρi са равни помежду си, I е в минимум, което може да се интерпретира, че когато системата е в равновесие, информацията за нея е минимална. На практика, в теорията на информацията по-често се използва функцията -I, която понякога се нарича „липса на информация“ и е еквивалентна на ентропията в статистическата механика и термодинамиката.

## Микроканонично разпределение
Микроканоничното множество се отнася за затворена система, за каквато важи и втория принцип на термодинамиката. Ентропията на такава система може само да нараства, а когато ентропията е в максимум, термодинамичната система е в равновесие. Енергията на затворена система е константа – E, а за системата са достъпни само тези микросъстояния, в които енергията на системата би била равна на E. Нека обозначим с Ω(E) тези микросъстояния, които са достъпни за система с енергия E. В термодинамиката Ω наричаме термодинамична вероятност и тя се дефинира като броят на микросъстоянията, с които може да се осъществи дадено макросъстояние. Тогава ентропията на системата се изразява с:
{\displaystyle S=k_{B}\ln \Omega }, където S е ентропията, а kB – константата на Болцман.

## Канонично разпределение
С идеята за канонично разпределение може да се изведе вероятността {\displaystyle P_{i}\ } дадена макроскопична система да е в термично равновесие, при положение, че се намира в произволно кое да е микросъстояние с енергия {\displaystyle E_{i}\ }. Тази вероятност се изчислява според разпределението на Болцман:
{\displaystyle P_{i}={e^{-\beta E_{i}} \over {\sum _{j}^{j_{max}}e^{-\beta E_{j}}}}}
с {\displaystyle \beta ={1 \over {kT}}},
Самото използване на температурата {\displaystyle T\ } като физична величина е възможно само при термично равновесие на разглежданата система с околната среда. Сборът от вероятностите на отделните микросъстояния трябва да дава 1 (условие за нормировка), което определя стойността на статистическата сума в знаменателя:
{\displaystyle Z=\sum _{j}^{j_{max}}e^{-\beta E_{j}}}
където {\displaystyle E_{i}\ } е енергията на {\displaystyle i\ }тото микросъстояние на системата. Статистическата сума е мярка за позволените за дадена система микросъстояния при дадена температура.
Така, вероятността дадена система, при температура {\displaystyle T\ } да се намира в микросъстояние с енергия {\displaystyle E_{i}\ } е:
{\displaystyle P_{i}={\frac {e^{-\beta E_{i}}}{Z}}}
За такава система (в термично равновесие) можем да изразим следните величини като функция от статистическата сума:
| Свободна енергия на Хелмхолц:                         | {\displaystyle F=-{\ln Z \over \beta }} |
| Вътрешна енергия:                                     | {\displaystyle U=-\left({\frac {\partial \ln Z}{\partial \beta }}\right)_{N,V}}                                                             |
| Налягане:                                             | {\displaystyle P=-\left({\partial F \over \partial V}\right)_{N,T}={1 \over \beta }\left({\frac {\partial \ln Z}{\partial V}}\right)_{N,T}} |
| Ентропия:                                             | {\displaystyle S=k(\ln Z+\beta U)\,} |
| Свободна енергия на Гибс:                             | {\displaystyle G=F+PV=-{\ln Z \over \beta }+{V \over \beta }\left({\frac {\partial \ln Z}{\partial V}}\right)_{N,T}}                        |
| Енталпия:                                             | {\displaystyle H=U+PV\,} |
| Специфичен топлинен капацитет при постоянен обем:     | {\displaystyle C_{V}=\left({\frac {\partial U}{\partial T}}\right)_{N,V}}                                                                   |
| Специфичен топлинен капацитет при постоянно налягане: | {\displaystyle C_{P}=\left({\frac {\partial H}{\partial T}}\right)_{N,P}}                                                                   |
| Химичен потенциал:                                    | {\displaystyle \mu _{i}=-{1 \over \beta }\left({\frac {\partial \ln Z}{\partial N_{i}}}\right)_{T,V,N}}                                     |

## Голямо канонично разпределение
Ако разглежданата система не е затворена, броят частици не е постоянен с времето, трябва да разглеждаме химични потенциали, а вместо каноничното разпределение трябва да се използва голямото канонично разпределение:
{\displaystyle \Xi (V,T,\mu )=\sum _{i}\exp \left(\beta \left[\sum _{j=1}^{n}\mu _{j}N_{ij}-E_{i}\right]\right)}
Където {\displaystyle N_{ij}} е броят на частиците от j-тия вид в i-тото микросъстояние. Понякога, към тази функция могат да се добавят различни величини, които са първи интеграли, които спокойно могат да бъдат разглеждани като термодинамични (и химични) потенциали. В повечето системи, които се изучават от физиката на кондензираната материя, са нерелативистични, така че масата се запазва. Повечето системи във физиката на кондензираната материя са с постоянен брой частици, и масата (в нерелативистичния смисъл на думата) е просто сборът на масите на отделните мастици. (){\displaystyle m=\sum _{i}N_{i}}, където Ni е броят частици от i-тия вид (всеки вид частици се характеризира с дадена плътност). Масата е обратно пропорционална на плътността, а спрегната на плътността променлива е налягането.
Величини, които могат да се дефинират като производни на статистическата сума на голямото канонично разпределение:
| Голям термодинамичен потенциал: | {\displaystyle \Phi _{G}=-{\ln \Xi \over \beta }} |
| Вътрешна енергия:               | {\displaystyle U=-\left({\frac {\partial \ln \Xi }{\partial \beta }}\right)_{\mu }+\sum _{i}{\mu _{i} \over \beta }\left({\partial \ln \Xi \over \partial \mu _{i}}\right)_{\beta }} |
| Брой частици:                   | {\displaystyle N_{i}={1 \over \beta }\left({\partial \ln \Xi \over \partial \mu _{i}}\right)_{\beta }}                                                                               |
| Ентропия:                       | {\displaystyle S=k(\ln \Xi +\beta U-\beta \sum _{i}\mu _{i}N_{i})\,} |
| Свободна енергия на Хелмхолц:   | {\displaystyle F=G+\sum _{i}\mu _{i}N_{i}=-{\ln \Xi \over \beta }+\sum _{i}{\mu _{i} \over \beta }\left({\frac {\partial \ln \Xi }{\partial \mu _{i}}}\right)_{\beta }}              |